# Газоконденсатне родовище
Газоконденсатне родовище (англ. gas condensate field; нім. Gaskondensatlagerstätte f) — один або декілька газоконденсатних покладів, приурочених до єдиної пастки. Може містити і нафтові поклади, причому останні є самостійними скупченнями або великими облямівками промислового значення.

## Загальний опис
Газоконденсатні родовища виявлені в межах нафтогазоносних басейнів платформного типу і складчастих областей. Газоконденсатні родовища характеризуються вмістом газового конденсату, тиском максимальної конденсації, тиском початку конденсації, складом пластового газу. Для газоконденсатного родовища тиск максимальної конденсації становить 5-7(10) МПа, основний компонент газів більшості газоконденсатних родовищ — метан, іноді — вуглекислий газ. У конденсатах багатопластових родовищ у нижніх пластах вміст метанових фракцій менший, а ароматичних вуглеводнів — більший. Переважна більшість родовищ — змішані (газово-конденсатні). Через складні фазові переходи під час зниження пластового тиску експлуатація газоконденсатних родовищ проводиться з підтримуванням або без підтримування пластового тиску. Можливі декілька варіантів: відбирання в початковий період експлуатації тільки нафти (в цьому випадку надовго консервується газова частина родовища), відбирання головним чином газу (при цьому відбувається втрата нафти внаслідок розгазування і розмазування її по порах, раніше зайнятих газом), одночасне відбирання нафти і газу та ін.
Найраціональніший спосіб розробки газоконденсатних родовищ — одночасне відбирання всіх корисних копалин із застосуванням сайклінг-процесу або заводнення.
Найвідоміші газоконденсатні родовища — Гронінген (Нідерланди), Панхандл - Хьюготон (США), Альрар, Гурд-Нус, Хасі-Рмель (Алжир), Уренгойське, Оренбурзьке, Новопортівське, Російський Хутір, Окаремське, Уртабулакське (Росія), Пазенан (Іран), Таглу (Канада) та ін.
В Україні понад 100 газоконденсатних родовищ. Розвідано й оцінено запаси понад 4 трильйони метрів кубічних природного газу з урахуванням шельфу Чорного та Азовського морів, а також газовмісних вугілля і сланців.

## Класифікація газоконденсатних родовищ за вмістом конденсату
Газоконденсатні родовища за змістом стабільного конденсату С5+вищі в 1 м3 пластового газу поділяються на такі групи:
– незначний вміст до 10 см3/м3;
– малий вміст від 10 до 150 см3/м3;
– середній вміст від 150 до 300 см3/м3;
– високий вміст від 300 до 600 см3/м3;
– дуже високий вміст понад 600 см3/м3.

## Характеристики родовища
Тиск початку конденсації — пластовий тиск, при якому конденсат покладу починає переходити з пароподібного стану у рідкий, що приводить до перетворення однофазної системи у двофазну.
Ступінь насиченості газоконденсатного покладу конденсатом характеризується конденсатністю, під якою розуміють вміст рідких ВГ в газі у пластових умовах. Кількісне співвідношення фаз у продукції газоконденсатних родовищ оцінюється газоконденсатним фактором.
Газоконденсатний фактор — величина, обернена конденсатності, що показує відношення кількості добутого газу (м3) (у нормальних атмосферних умовах) до кількості отриманого конденсату (м3), що уловлюється у сепараторах. Величина газоконденсатного фактора змінюється для різних родовищ від 1500 до 25 000 м3/м3.